# Tessa Hadley
Tessa Jane Hadley, född 28 februari 1956 i  Bristol, Storbritannien, är en brittisk författare. Hadley studerade engelska vid Clare College University of Cambridge och undervisade sedan en tid. Hadley studerade senare MA vid Bath Spa University och disputerade vid  University of the West of England, hon är nu Professor i kreativt skrivande vid Bath Spa University.